# Sói Ý
Sói Ý (tên khoa học Canis lupus italicus), cũng gọi là sói Apennine, là một phân loài của sói xám sống ở bán đảo Ý. Sói Ý sống ở dãy núi Apennine và miền tây dãy núi Alps, mặc dù phạm vi của nó đang lan tỏa theo hướng bắc và đông. Tính đến năm 2019, ước tính có khoảng 1.500 - 2.000 cá thể sói Ý. Loài này đã được bảo vệ nghiêm ngặt ở Ý từ thập niên 1970, khi số cá thể bị giảm xuống đến 70-100. Số lượng sói Ý ngày càng tăng, mặc dù loài này vẫn bị đe dọa bởi săn bắt bất hợp pháp. Kể từ thập niên 1990, phạm vi của sói Ý đã mở rộng sang miền đông nam nước Pháp và Thụy Sĩ. Mặc dù không được công nhận rộng rãi là một phân loài riêng biệt, loài này có một haplotype mtDNA riêng và một hình thái sọ khác biệt.
Sói Ý thường nặng 25–35 kg, mặc dù một số con đực lớn đã đạt cân nặng từ 40–45 kg (88–99 lb). Chiều dài cơ thể 110–148 cm và chiều cao vai 50–70 cm. Lông nói chung là một màu xám hung da bò, mà trở nên đỏ hơn trong mùa hè. Bụng và má có màu nhạt hơn, và các dải tối xuất hiện ở phía sau và đầu đuôi, và đôi khi dọc theo chân trước. Những con sói đen đã được báo cáo ở trung tâm phía bắc vùng Apennine, mặc dù nguồn gốc của chúng chưa được biết đến, vì một số cá thể có lông đen không có dấu hiệu lai giống chó sói. Nó thường sống trong các bầy từ hai đến bảy cá thể.